# Diamante Nassak

Munique, Alemanha, réplica do diamante Nassak do museu Reich der Kristalle recortado por Rundell and Bridge na década de 1820. Na realidade, o diamante não era nem de longe tão azul, sendo um diamante de Golconda clássico branco Tipo IIa. O termo “branco-azulado” é frequentemente usado para descrever esses diamantes, mas, na realidade, ao lado de um diamante moderno de cor D, ele teria um tom azul extremamente fraco. Sua lapidação também era mais complexa (veja as imagens abaixo).

O Diamante Nassak (também conhecido como Diamante Nassac:118 e Olho do Ídolo) é um grande diamante de Golconda [en] de 43,38 quilates (8,676 g) que se originou como um diamante maior de 89 quilates no século XV na Índia.:121 Encontrado na mina Golconda de Kollur e originalmente lapidado na Índia, o diamante foi o adorno do Templo Trimbakeshwar Shiva [en], próximo a Nashik, no estado de Maarastra, na Índia, pelo menos de 1500 a 1817.:121 A Companhia Britânica das Índias Orientais capturou o diamante durante a Terceira Guerra Anglo-Marata [en] e o vendeu para a empresa de joalheiros britânicos Rundell and Bridge em 1818.:121 Rundell and Bridge lapidaram o diamante novamente em 1818,:117 depois disso, ele foi colocado no cabo da espada do 1º Marquês de Westminster.:121
O Diamante Nassak foi importado para os Estados Unidos em 1927 e foi considerado um dos 24 grandes diamantes do mundo em 1930.:121 O joalheiro americano Harry Winston adquiriu o Diamante Nassak em 1940, em Paris, na França, e o lapidou novamente para obter o formato atual de 43,38 quilates (8,676 g) de lapidação esmeralda impecável. Winston vendeu o diamante para uma joalheria de Nova York em 1942. A Sra. William B. Leeds, de Nova York, recebeu a joia em 1944 como presente de sexto aniversário e a usou em um anel. O Diamante Nassak foi vendido pela última vez em um leilão em Nova York em 1970 para Edward J. Hand, um executivo de 48 anos de Greenwich, Connecticut, de uma empresa de caminhões. Atualmente, o diamante é mantido em um museu particular no Líbano, embora tenha havido alguns pedidos para que ele seja devolvido e restaurado no templo indiano.

## História

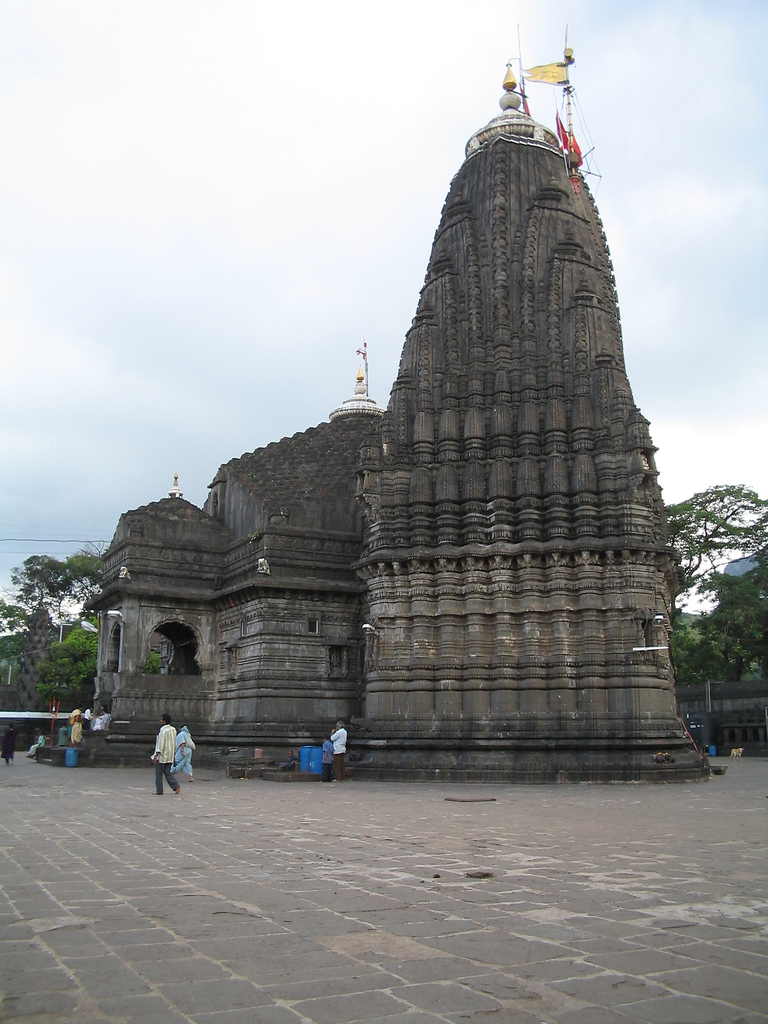
Templo Trimbakeshwar Shiva em Nashik, Índia

O Diamante Nassak teve origem no século XV, na Índia.:121 Embora a data da lapidação original seja desconhecida, a lapidação original foi realizada na Índia e sacrificou tudo ao tamanho, dando ao diamante uma forma e uma aparência semelhantes às do diamante Koh-i-Noor.:121 Segundo as lendas locais, esse diamante foi doado ao Templo Trimbakeshwar Shiva de Nashik por uma família aristocrática Marata. Acreditava-se que ele era um olho divino do Senhor Shiva e foi adornado no Shivalinga por volta do ano 15 d.C. A partir de 1680 d.C., durante as guerras Mughal-Marata, o templo foi atacado várias vezes, mas os Maratas salvaram o Shivalinga de tempos em tempos. Mais tarde, ele se tornou um dos templos importantes do Império Marata.:121 Como os sacerdotes adoravam Shiva, o diamante acabou adquirindo seu nome devido à sua longa proximidade com Nashik.:121
Em 1817, a Companhia Britânica das Índias Orientais e o Império Marata na Índia iniciaram a Terceira Guerra Anglo-Marata. Durante a guerra Marata, o diamante Nassak desapareceu do templo de Shiva.:121 A guerra terminou em 1818 e a Companhia Britânica das Índias Orientais ficou com o controle decisivo da maior parte da Índia.
Conforme as alegações feitas pelos britânicos, o Baji Rao II, o último príncipe Peshwa [en] indiano independente, entregou o diamante a um coronel inglês chamado J. Briggs,:121 que, por sua vez, entregou o diamante a Francis Rawdon-Hastings, o 1º Marquês de Hastings, que havia conduzido as operações militares contra os Peshwa.:121 Rawdon-Hastings entregou o diamante à Companhia das Índias Orientais como parte dos despojos da guerra de Maratha.:121 A Companhia das Índias Orientais então enviou o Diamante Nassak para a Inglaterra, para ser vendido no mercado de diamantes de Londres em 1818.:121

Desenhos vetorizados de um esboço de 1876 do Diamante Nassak.

No mercado de diamantes de Londres, o Diamante Nassak foi apresentado como um diamante de aproximadamente 89 quilates (17,8 g) de grande pureza, “mas de má forma”, com um formato de pera.:121 O diamante também foi caracterizado como uma “massa rudemente facetada e sem brilho”. Ilustrações no livro de Herbert Tillander “Diamond Cuts in Historic Jewelry - 1381 to 1910” (Cortes de diamante em joias históricas - de 1381 a 1910) mostram que ele é um corte mogal semitriangular com um topo em forma de platô, semelhante ao diamante Taj-E-Mah de 115 quilates que reside nas joias da coroa iraniana [en]. Apesar de sua aparência, o diamante foi vendido por cerca de  3.000 libras (equivalente hoje a £ 277.000) para a Rundell and Bridge, uma joalheria britânica sediada em Londres.:121
A Rundell and Bridge manteve o diamante pelos 13 anos seguintes.:121 Durante esse período, a joalheria instruiu seu lapidador de diamantes “a manter-se o mais próximo possível dos traços do lapidador hindu, "corrigindo seus defeitos e adaptando o padrão às exigências do objeto". O recorte feito por Rundell e Bridge de 89,75 quilates (17.950 mg) para 78,625 quilates (15.725,0 mg) resultou em uma perda de não mais que 10% do peso original do diamante.:121
Em 1831, a Rundell and Bridge vendeu o diamante para a Emanuel Brothers por cerca de 7.200 libras (hoje cerca de £826.000).:121 Seis anos depois, em 1837, a Emanuel Brothers vendeu o Diamante Nassak em uma venda pública para Robert Grosvenor, o 1º Marquês de Westminster.:121 Em um determinado momento, o marquês usou o diamante na empunhadura de sua espada.:121 Em 1886, o diamante foi avaliado entre 30.000 e 40.000 libras (hoje entre £ 4.128.000 e £ 5.504.000), em parte devido ao seu grande ganho de brilho com a lapidação feita por Rundell e Bridge.:121

## Mauboussin e o processo judicial

Desenhos da vista lateral 13a, da vista superior 13b e da vista inferior 13c do Diamante Nassak, conforme apresentado entre a lapidação de Rundell e Bridge e a lapidação de Winston de 1940. Um tribunal dos EUA decidiu em 1930 que a lapidação mostrada não revelava nada mais do que “um diamante grande, lapidado de maneira comum”. Esses desenhos são do livro “Precious Stones” (Pedras preciosas) de Max Bauer, de 1904.

Em 1922, George Mauboussin se tornou o sócio nomeado da “Mauboussin, Successeur de Noury”, uma joalheria francesa cujas raízes remontam à fundação de M. Rocher em 1827. Em março de 1927, o Duque de Westminster usou os importadores norte-americanos Mayers, Osterwald & Muhlfeld para vender o diamante ao joalheiro parisiense George Mauboussin, que morava nos Estados Unidos na época. A importação do diamante por Mauboussin para os Estados Unidos foi isenta de impostos, pois o diamante foi considerado uma antiguidade artística produzida mais de cem anos antes da data de importação.:121 No entanto, E. F. Bendler, um atacadista e negociante americano de diamantes e rival de Mauboussin, apresentou um protesto que resultou em uma ação judicial para determinar se um imposto deveria ser cobrado sobre a entrada do diamante nos Estados Unidos.:121 Em novembro de 1927, Mauboussin considerou a possibilidade de vender o diamante a amigos do General Primo de Rivera, que planejavam dar o diamante ao ditador por ocasião de sua próxima investidura como marechal da Espanha. Essa venda nunca se concretizou e a ação judicial continuou. O diamante quase foi perdido em um roubo ocorrido em janeiro de 1929, quando quatro homens armados assaltaram a joalheria da Park Avenue onde o Diamante Nassak estava guardado. No entanto, os ladrões não encontraram o diamante porque ele estava guardado em um envelope sujo.
Após a primeira tentativa de roubo, a joalheria de Mauboussin abriu uma filial na cidade de Nova York em 1º de outubro de 1929, mas foi atingida pela Queda de Wall Street de 1929 no final de outubro. Para piorar a situação, a mesma gangue de ladrões internacionais tentou roubar o Diamante Nassak novamente em maio de 1930, mas mais uma vez não conseguiu.
Antes do resultado da ação judicial, o diamante segurado foi avaliado entre US$ 400.000 e US$ 500.000 (considerando a inflação, esse valor seria agora de US$ 7,3 milhões a US$ 9,12 milhões). Na época em que a ação judicial estava pendente, os diamantes importados que eram lapidados e adequados para uso na fabricação de joias, sem que fossem de fato colocados como joias, estavam sujeitos a um imposto ad valorem de 20% do seu valor.:118 No entanto, antiguidades artísticas produzidas há mais de cem anos antes da data de importação podiam ser importadas para os Estados Unidos com isenção de impostos, ou seja, sem a necessidade de pagar um imposto de 20%.:118 A decisão final do processo foi divulgada em 4 de junho de 1930.:117 Nessa decisão, o tribunal determinou que o Diamante Nassak de 78,625 quilates (15.725,0 mg) não era uma antiguidade artística e era adequado para uso na fabricação de joias.:117 Em particular, o tribunal afirmou que o Diamante Nassak de 1930 nada mais era do que “um diamante grande, lapidado de forma comum”.:125 Como resultado, o importador devia um imposto ad valorem de 20% do valor do diamante nos termos da Lei Tarifária de 1922 dos EUA.:125

## A influência de Harry Winston
Em 1930, o Diamante Nassak tinha a forma de um triângulo um tanto alongado com cantos arredondados.:121 A profundidade de um lado do triângulo era mais espessa do que a do outro.:122 O diamante era “sem falhas, excepcionalmente brilhante e lapidado de forma a exibir bem seu brilho cristalino”.:122 Enquanto estava em exposição na Exposição Universal de 1933 em Chicago, Illinois, o “Official guide book of the fair, 1933” descreveu o diamante como uma pedra impecável, azul e branca, com a reputação de ser “o melhor diamante fora das coleções de joias da coroa”.
Em 1940, o joalheiro americano Harry Winston adquiriu o Diamante Nassak em Paris, na França, e o lapidou novamente para obter o formato atual de 43,38 quilates (8,676 g) de lapidação esmeralda impecável. Winston vendeu o diamante para uma joalheria de Nova York em 1942. Em 1944, o Comandante William Bateman Leeds Jr., filho milionário do inventor de um processo de revestimento de estanho e amigo de George Mauboussin, comprou o diamante para sua esposa, Reflexion Olive Leeds (nascida Olive Hamilton), e o deu a ela em um conjunto de anéis como presente de sexto aniversário.

## Informações atuais
No início de 1964, o gemologista G. Robert (Bob) Crowningshield avaliou o Diamante Nassak no laboratório de gemas do Gemological Institute of America [en] para produzir um Relatório de Classificação de Diamantes. Naquele mesmo ano, o Diamante Nassak foi colocado nas mãos de J. & S.S. DeYoung, uma joalheria com 100 anos de existência, localizada em Nova York. O Relatório de Classificação de Diamantes do Gemological Institute of America que acompanhava o diamante indicava que ele era sem defeitos (Internally Flawless).
No início de abril de 1970, o diamante foi classificado como uma das trinta grandes pedras do mundo e colocado em exposição na Parke-Bernet Galleries, na cidade de Nova York. Em 16 de abril de 1970, a pedra foi vendida em um leilão por US$ 500.000 (considerando a inflação, esse valor seria agora de US$ 3,92 milhões) para Edward J. Hand, um executivo de 48 anos de Greenwich, Connecticut, que trabalhava em uma empresa de caminhões. Esse foi o segundo maior preço de leilão de um diamante na época, sendo que o primeiro foi de cerca de US$ 1,1 milhão para o diamante Taylor-Burton vários anos antes. Seis anos depois, o diamante foi colocado em exibição em novembro de 1976 em um evento beneficente para atrair doadores para esse evento.

## Curiosidades
Em dezembro de 1982, a British Midland Airways comprou uma aeronave McDonnell Douglas DC-9 da KLM; dois meses depois, o avião estava no Reino Unido com o nome “The Nassak Diamond”.